# Marc Levy
Marc Levy (Boulogne-Billancourt, 16 ottobre 1961) è uno scrittore e imprenditore francese.

## Biografia
Nato in Francia nel 1961, dedica la sua vita non solo alla scrittura ma anche al lavoro per la Croce Rossa e per Amnesty International; ha inoltre diretto per anni uno studio di architettura tra Parigi e New York. Il suo primo romanzo Se solo fosse vero, pubblicato in Francia nel 2000, è stato tradotto in più di quarantuno lingue.

## Opere
- Se solo fosse vero  (2000)
- Dove sei? (2001)
- 7 giorni per l'eternità (2003)
- La prossima volta (2004)
- Lo sparo (2004)
- Se potessi rivederti (2005)
- Amici miei, miei amori (2006)
- I figli della libertà (2007)
- Quello che non ci siamo detti (2008)
- Il primo giorno (2009)
- La prima stella della notte (2009)
- Ascolta la mia ombra (2010)
- La chimica segreta degli incontri (2011)
- Se potessi tornare indietro (2012)
- Più forte della paura (2013)
- Une autre idée du bonheur (2014)
- Lei e Lui (2015)
- L'Horizon à l'envers (2016)
- La Dernière des Stanfield (2017)
- Una ragazza come lei (2018)
- La promessa di un'estate (2019)
- C'est arrivé la nuit (2020)